# Alergia al trigo

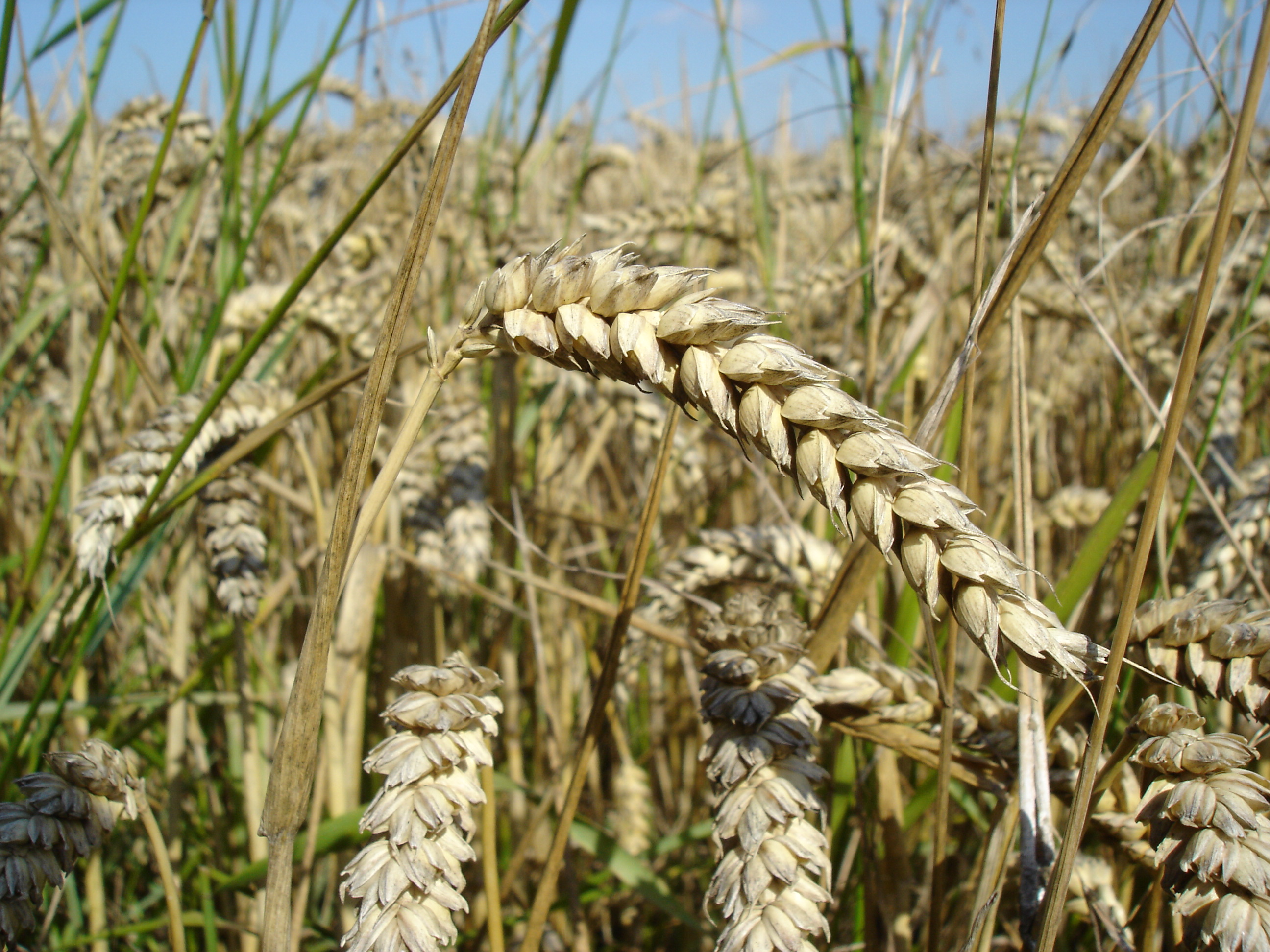
Trigo

La alergia al trigo puede ser una alergia alimentaria, o también una alergia por contacto resultante de la exposición ocupacional. Como todas las alergias, la alergia al trigo implica la respuesta de la inmunoglobulina E y los mastocitos. Usualmente, la alergia se limita a las proteínas de almacenamiento de semillas del trigo. Algunas reacciones se limitan a las proteínas del trigo, mientras que otras pueden reaccionar a través de muchas variedades de semillas y otros tejidos vegetales. La alergia al trigo es extraña. Se descubrió que la prevalencia en adultos era del 0,21% en un estudio de 2012 hecho en Japón.
La alergia al trigo puede ser un nombre inapropiado ya que hay muchos alérgenos en el trigo, por ejemplo, inhibidores de la serina proteasa , glutelinas y prolaminas, y las diferentes respuestas a menudo se atribuyen a diferentes proteínas. Se han identificado con éxito veintisiete alérgenos potenciales del trigo. La respuesta más severa es la anafilaxia inducida atribuida a una omega gliadina que está vinculada con la proteína que causa celiaquía. Otros síntomas más comunes incluyen náuseas, urticaria y atopía.
La sensibilidad al gluten no suele clasificarse como alergia al trigo. El tratamiento de la alergia al trigo consiste en retirar cualquier alimento que contenga trigo y otros cereales que contengan gluten (dieta sin gluten).

## Tipos de alérgenos
Hay cuatro clases principales de proteínas de almacenamiento de semillas: albúminas, globulinas, prolaminas y glutelinas. Dentro del trigo, las prolaminas se denominan gliadinas y las glutelinas se denominan gluteninas . Estos dos grupos de proteínas forman los glúteos clásicos. Si bien el gluten también es el agente causante de la enfermedad celíaca (EC), la enfermedad celíaca se puede contrastar con la alergia al gluten por la participación de diferentes células inmunitarias y tipos de anticuerpos, y porque la lista de alérgenos se extiende más allá de la categoría clásica de proteínas del gluten.

### Alergia al gluten
Véase Sensibilidad al gluten no celíaca. 
Alergias a la prolamina
Un estudio reciente en Japón halló que las gluteninas son un alérgeno más frecuente. Sin embargo, las gliadinas están asociadas con un padecimiento más grave de la enfermedad. Un estudio basado en proteómica encontró un gen de isoforma de γ-gliadina.
Alergias a la glutelina
La glutenina (glutelina de trigo) es un alérgeno predominante en el trigo. Se han relacionado nueve subunidades de glutenina de bajo peso molecular en relación con las alergias al trigo.

### Alergia a la albúmina y la globulina
Actualmente, muchos de los alérgenos del trigo no han sido caracterizados; sin embargo, los primeros estudios determinaron que muchos pertenecen a la clase de la albúmina. Un estudio reciente en Europa confirmó el aumento de la presencia de alergias relacionadas con los inhibidores de la amilasa/tripsina (serpinas) y la proteína de transferencia de lípidos (LPT), pero menor reactividad con la fracción de globulina. Las alergias tienden a diferir entre poblaciones (italianas, japonesas, danesas o suizas), indicando un componente genético potencial a estas reacciones.

### Otras alergias

#### Alergias al polen de trigo y al pasto
Las alergias respiratorias son una enfermedad ocupacional que se desarrolla en los trabajadores vinculados a servicios alimentarios. Estudios anteriores detectaron 40 alérgenos del trigo; algunos reaccionaron de forma cruzada con proteínas de centeno y pocos reaccionaron de forma cruzada con pólenes de pasto. Un estudio posterior mostró que la alergia del panadero se extiende a una amplia gama de cereales de pasto (trigo, trigo duro, triticale, cereal de centeno, cebada, pasto de centeno, avena, alpiste, arroz, maíz, sorgo y sorgo de Alepo) aunque las mayores similitudes se observaron entre el trigo y el centeno. Además,,estas alergias muestran reacción cruzada entre las proteínas de la semilla y las proteínas del polen, incluida una reacción cruzada prominente entre el polen de centeno y el gluten de trigo.

#### Alergias derivadas
Las proteínas están hechas de una cadena de aminoácidos deshidratados. Cuándo las enzimas cortan a las proteínas en piezas, las mismas vuelven a agregar agua al sitio en el que hacen el corte, lo que se denomina hidrólisis enzimática, para las proteínas se denomina proteólisis. Los productos iniciales de esta hidrólisis son polipéptidos y los productos más pequeños se denominan simplemente péptidos; estos se denominan hidrolizados de proteína de trigo. Estos hidrolizados pueden crear alérgenos a partir de proteínas de trigo que anteriormente no existían por la exposición de sitios antigénicos enterrados en las proteínas.
Cuando las proteínas son cortados en polipéptidos, las regiones enterradas se exponen a la superficie, y estas regiones enterradas posiblemente pueden ser antigénicas. Dicha proteína de trigo hidrolizada se usa como aditivo en alimentos y cosméticos . Los péptidos suelen tener un tamaño de 1 kD (9 residuos de aminoácidos de longitud) y pueden aumentar la respuesta alérgica. Estos polipéptidos de trigo pueden causar urticaria por contacto inmediato en personas susceptibles.

## Signos y síntomas
Las alergias al trigo no son del todo diferentes de otras alergias alimentarias o respiratorias. Sin embargo, dos afecciones, la anafilaxia inducida por ejercicio/aspirina y la urticaria, ocurren con mayor frecuencia con las alergias al trigo.
Los síntomas comunes de la alergia al trigo incluyen eccema (dermatitis atópica), urticaria, asma, rinitis alérgica, angioedema (inflamación de los tejidos debido al goteo de líquido de los vasos sanguíneos), calambres abdominales, náuseas y vómitos. Los síntomas más raros incluyen shock anafiláctico, ansiedad, artritis, estómago hinchado, dolores en el pecho, depresión o cambios de humor, diarrea, mareos, dolor de cabeza, dolores articulares y musculares (pueden estar asociados con artritis progresiva), palpitaciones, psoriasis, síndrome del intestino irritable, inflamación de garganta o lengua, cansancio, letargo y tos.
Las reacciones pueden volverse más graves con la exposición recurrente.

### Asma, anafilaxia, alergias nasales
Anafilaxia inducida por el ejercicio
Las gliadinas de trigo y potencialmente las aveninas están asociadas con otra enfermedad, conocida como anafilaxia inducida por ejercicio dependiente del trigo (WDEIA, por sus siglas en inglés), que es similar a la alergia del panadero, ya que ambas están mediadas por respuestas de IgE. En la WDEIA, sin embargo, las ω-gliadinas o una subunidad de glutenina de alto peso molecular, y proteínas similares en otros géneros de Triticeae, ingresan al torrente sanguíneo durante el ejercicio donde causan una reacción alérgica o asmática aguda. El trigo puede inducir específicamente WDEIA y cierta urticaria crónica porque la IgE anti-gliadina detecta ω5 -gliadinas expresadas por la mayoría de los alelos Gli-B1, pero las prolaminas extraídas de centeno o translocados de trigo/centeno casi no invocan respuestas. El gen Gli-B1 del trigo, Triticum aestivum, proviene de la especie progenitora Aegilops speltoides . Esto indica que las mutaciones nacientes en el genoma B del trigo provienen de un pequeño número de especies cultivadas de Triticeae.
Alergia del panadero
La alergia del pandero tiene un componente de ω-gliadina y un componente de tiorredoxina hB. Además, se ha identificado un alérgeno extrínseco del gluten como amilasa de aspergillus, que se añade a la harina para aumentar sus propiedades de horneado.

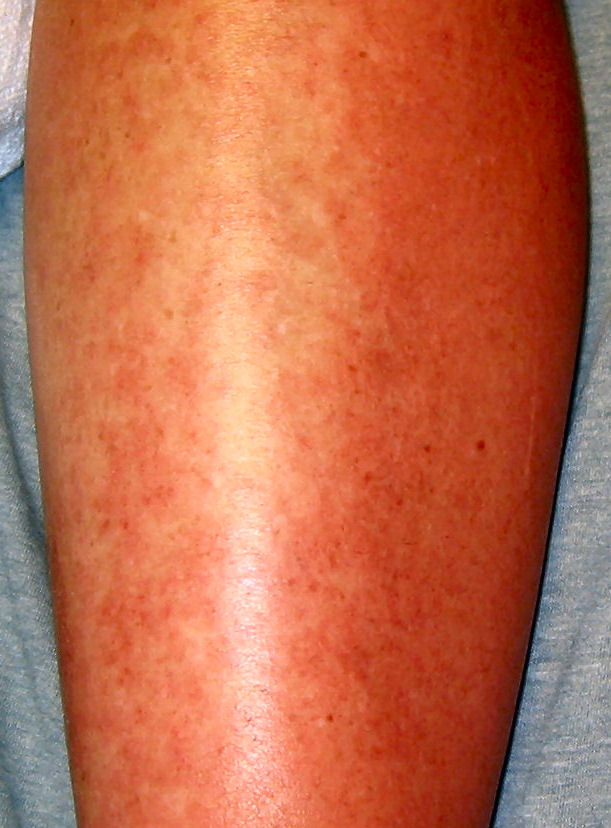
Urticaria alérgica en la espinilla.

### Urticaria, atopy, eccema
La sensibilidad de contacto, la dermatitis atópica, el eccema y la urticaria parecen ser fenómenos relacionados, cuya causa generalmente se cree que son los componentes de prolamina hidrofóbica de ciertos cultivos de Triticeae, Aveneae. En el trigo, una de estas proteínas es la ω-gliadina (producto del gen Gli-B1). Un estudio de madres y bebés con una dieta libre de alérgenos demostró que estas condiciones pueden evitarse si el segmento de la población sensible al trigo evita el trigo en el primer año de vida. Al igual que con la anafilaxia inducida por el ejercicio, la aspirina (también: tartrazina, benzoato de sodio, glutamato de sodio, metabisulfito de sodio, tiramina) pueden ser factores sensibilizantes para la reactividad. Los estudios de la anafilaxia inducida por el ejercicio dependiente del trigo demuestran que la atopia puede desencadenarse por la ingestión de esa aspirina y probablemente los AINEs permiten la entrada de proteínas de trigo en la sangre, donde la IgE reacciona con los alérgenos en los tejidos dérmicos. Algunas personas pueden ser tan sensibles que la terapia con aspirina en dosis bajas puede aumentar el riesgo de atopia y WDEIA.
Las alergias al trigo también han sido comunes con la dermatitis de contacto. Una causa principal fue el agente de colocación utilizado para los guantes de látex antes de la década de 1990, sin embargo, la mayoría de los guantes ahora utilizan almidón sin proteínas como agente de colocación.

### Artritis reumatoide
Parece haber una asociación de la artritis reumatoide (AR) tanto con la enteropatía sensible al gluten (EEG) como con las alergias al gluten. La AR en GSE/CD puede ser secundaria a la autoinmunidad de la transglutaminasa tisular (tTG, por sus siglas en inglés). En un estudio reciente en Turquía, 8 de 20 pacientes con AR tenían reacciones al trigo en la prueba radioalergosorbente (RAST, por sus siglas en inglés). Cuando se eliminaron estos alimentos alérgicos y todos los demás alimentos positivos a la RAST específicos del paciente, la mitad de los pacientes habían mejorado la AR mediante marcadores serológicos. En pacientes con alergia al trigo, se sustituyó eficazmente el centeno. Esto puede indicar que cierta proporción de AR en GSE/CD se debe a los efectos posteriores de las respuestas alérgicas. Además, los anticuerpos anti-colágeno de res (IgG) de reacción cruzada pueden explicar algunas incidencias de artritis reumatoide (AR).

### Neuropatías
Migrañas A fines de la década de 1970 se informó que las personas con migrañas tenían reacciones a alérgenos alimentarios, como AR, la reacción más común fue al trigo (78%), naranja, huevos, té, café, chocolate, leche, carne de res, maíz, caña de azúcar y levadura. Cuando se eliminaron 10 alimentos causantes de la mayoría de las reacciones, las migrañas disminuyeron significativamente y la hipertensión disminuyó. Algunos casos específicos se atribuyen al trigo.
Autismo Los padres de niños con autismo a menudo atribuyen los síntomas gastrointestinales de los niños a las alergias al trigo y otros alimentos. Los datos publicados sobre este enfoque son escasos, hallando resultados negativos en el único estudio doble ciego conseguido.

## Diagnóstico
Los diagnósticos de alergia al trigo pueden merecer una consideración especial. La gliadina omega-5, el alérgeno de trigo más potente, no se puede detectar en las preparaciones de trigo integral; debe extraerse y digerirse parcialmente (de forma similar a como se degrada en el intestino) para alcanzar su plena actividad. Otros estudios muestran que la digestión de proteínas de trigo a aproximadamente 10 aminoácidos puede aumentar la respuesta alérgica 10 veces. Ciertas pruebas de alergia pueden no ser adecuadas para detectar todas las alergias al trigo, lo que resulta en alergias crípticas. Debido a que muchos de los síntomas asociados con las alergias al trigo, como el eccema y el asma, pueden estar relacionados o no con la alergia al trigo, la deducción médica puede ser una forma eficaz de determinar la causa. Si los síntomas se alivian con medicamentos inmunosupresores, como prednisona, es probable que exista una causa relacionada con la alergia. Si se presentan múltiples síntomas asociados con las alergias al trigo en ausencia de inmunosupresores, es probable que se produzca una alergia al trigo.

## Prevención y tratamiento
El tratamiento de la alergia al trigo consiste en abandonar completamente cualquier alimento que contenga trigo y otros cereales que contengan gluten (dieta sin gluten). Sin embargo, algunos pacientes pueden tolerar la cebada, el centeno o la avena.
En personas que padecen formas menos graves de anafilaxia inducida por ejercicio dependiente del trigo (WDEIA, por sus siglas en inglés), puede ser suficiente evitar por completo el consumo de trigo antes de ejercitarse y otros co-factores que desencadenan síntomas de la enfermedad, como los fármacos antiinflamatorios no esteroideos y el alcohol.
El trigo es a menudo un contaminante críptico de muchos alimentos; los más obvios son pan rallado, maltodextrina, salvado, extracto de cereal, cuscús, harina de galleta, harina enriquecida, gluten, harina con alto contenido de gluten, harina con alto contenido de proteínas, seitán, sémola de trigo, gluten vital, salvado de trigo, germen de trigo, gluten de trigo, malta de trigo, almidón de trigo o harina de trigo integral. Fuentes menos obvias de trigo podrían ser almidón gelatinizado, proteína vegetal hidrolizada, almidón alimenticio modificado, almidón modificado, saborizante natural, salsa de soya, pasta de soya, salsa hoisin, almidón, goma vegetal, específicamente beta glucano y almidón vegetal.

### Cereales alternativos
La avena sin gluten Triticeae (libre de trigo, centeno o cebada) puede ser una fuente útil de fibra de cereales. Algunas alergias al trigo permiten el uso de pan de centeno como sustituto. La harina de arroz es una alternativa usada comúnmente para las personas alérgicas al trigo. Harina de mijo sin trigo, trigo sarraceno, harina de semillas de linaza, harina de maíz, harina de quinua, harina de semillas de chía, almidón o harina de tapioca y otros pueden usarse como sustitutos.